# 地球の詩
地球の詩（ちきゅうのうた）は三浦真理が作詞・作曲した合唱曲。合唱コンクールなどでよく聞かれる曲である。混声2部合唱で歌われるのが一般的だが、教育芸術社の出版している教科書では混声4部合唱となっている。

## 曲調
風、山などの言葉が歌詞中に含まれており、自然や地球がテーマになっている。

## 曲配信
ニンテンドーDS用ソフト大合奏!バンドブラザーズDXの楽曲ダウンロード内で本楽曲が配信されている。